# NGC 1877
NGC 1877 – gromada otwarta powiązana z mgławicą emisyjną, znajdująca się w gwiazdozbiorze Złotej Ryby. Należy do Wielkiego Obłoku Magellana. Odkrył ją John Herschel 17 stycznia 1838 roku, być może wcześniej obserwował ją James Dunlop w 1826 roku.